# Ptačí vrch (Broumovská vrchovina)
Ptačí vrch (německy Flucht Koppe, polsky Ptasi Szczyt) je kopec v hraničním hřebeni Javořích hor, východně od vesnice Šonov. Vrchol hory se nachází na území České republiky, těsně u hranic s Polskem. Kopec dosahuje výšky jen 539 m a je na jihovýchodním konci české části hřebene Javořích hor. Hřeben v podobně snížené podobě pokračuje dále do Polska až k řece Stěnavě.

## Hydrologie
Hora náleží do povodí Odry. Vody odvádějí přítoky Stěnavy, např. Šonovský potok a jeho přítoky, v Polsku to je také přítok Stěnavy.

## Vegetace
Hora je převážně zalesněná, jen místy najdeme menší paseky, okolí hory je i menší louka, na polské straně zasahují louky dosti vysoko k vrcholu. Místy najdeme smrkové monokultury, ale dochoval se i komplex bučiny.

## Ochrana přírody
Česká část hory leží v CHKO Broumovsko